# إندوثيلين
الإندوثيلين هو ببتيد مقبض وعائي يتألف من 21 حمض أميني، يلعب دورا رئيسيا في التوازن في الأوعية الدموية.
يفرز من طليعة الإندوتللين الذي يتحول إلى الإندوتللين بوجود الأنزيم المحول للإندوتلين الموجود داخل وعلى سطح الخلايا المبطنة للأوعية الدموية.